# امی سوزوکی
امی سوزوکی (انگلیسی: Ami Suzuki؛ زادهٔ ۹ فوریهٔ ۱۹۸۲) بازیگر و خواننده ژاپنی است.